# Straiker
Ne doit pas être confondu avec Striker.
Pour les articles homonymes, voir Bah.
Straiker de son nom de naissance Ibrahima Sory Bah, né en 1998 à Pita en république de Guinée, est un artiste, rappeur auteur-compositeur guinéen.

## Biographie

### Enfance, formation et débuts
Straiker est benjamin d'une fraternité de dix enfants, de Thierno Maadjou bah ancien journaliste de la radio rural de Labé et de Aissatou Diallo, enseignante.
Straiker fait ses études à Saint Jean Bosco, le collège Afrique Elite de Dabompa jusqu'en 10ème année.
Après le BEPC, il va à HAFAC toujours à Dabompa jusqu'en 12ème année puis passe le baccalauréat en 2016 au lycée Solokouré de la cimenterie.
Fin 2016, il va à l'université général Lansana Conté de Sonfonia où il fait des études de littérature et communication et sort en 2019 avec une licence en lettres modernes à UGLC-S Conakry.

## Carrière musicale
Il commence sa carrière de musicien, en étant étudiant en 2018 avec un premier singles, avant d’enchaîner avec des concerts dans plusieurs salles de l'intérieur du pays notamment sur l'esplanade du palais du peuple, le stade petit sory de Nongo et l'amphithéâtre de Labé.
En novembre 2021, il monte pour la première fois sur le podium hors de la Guinée lors de l'Ecofest 2021 de freetown en Sierra Leone.
Le 13 janvier 2023, la sortie officiel de son premier album Poullosophie.
En avril 2023, il revendique 1 millions de vues sur YouTube grâce à son clip "Kawou Sari".

## Discographie

### Singles
- 2020 : Injection
- 2020 : Vieux père
- 2020 : King of King
- 2020 : Bonki feat Yoriken
- 2021 : Temps Noir
- 2021 : Poullosophe
- 2021 : kawousari[12]

## Clips
- 2019

1. Le quartier feat Wada du Game
2. Teint noir

- 2020

1. Afrique du man feat Bowal, Sonia, Diamounou conde et Blackos

- 2021

1. Kawou sari [13].
2. Tout est carré feat Torelo
3. Poullosophe feat ISO X

- 2022

1. M'Badjo[14],[15]
2. Gaynako[16]
3. Andantaako [17]

- 2023

1. Poul’art feat Muslim [18],[19]

- 2023

1. Bherde[20]
2. Emoun’toma [21]

- 2024:
  1. Ka Hoore Fello[22]

## Collaborations
Straiker fait des collaborations avec des musiciens de la Guinée et d'ailleurs  
- 2020 : Dis leur par ISO x feat Straiker
- 2020 : Apparemment par Torelo feat Straiker
- 2020 : Clé du monde par Gimidje 95 feat Straiker
- 2021 : Tout est carré par Torelo feat Straiker
- 2021 : Wooy par ISO x feat Straiker, MC Freshh, Babnla, RIM4, Thiird, AK4Seven
- 2021 : Bobaraba par Gwada Maga feat Straiker et MC Fresh[23]
- 2021 : Extension par JNR RapElite feat Straiker
- 2021 : Less waxul par Taal bi feat Straiker[24]
- 2022 : Khouï feat Dépotoir, Soul Bang's et Melangeur[25]
- 2022 : Andantaako ft tati tati
- 2023 : Muslim feat Straiker[18],[26],[27]
- 2023: comment allez vous feat Black M, MC Freshh, Maxim BK, Dépotoir, Melangeur et Soul Bang's

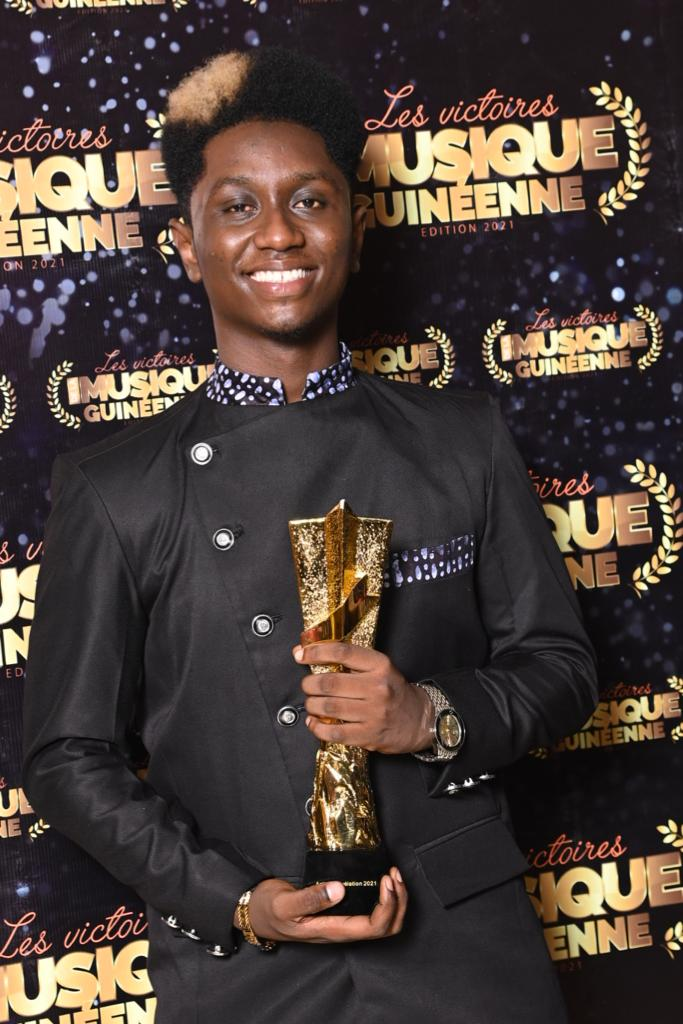

## Prix et reconnaissances
- 2021 : meilleur artiste révélation de l’année lors des victoires de la musique guinéenne[28],[29].
- 2022 : meilleure collaboration musicale de l’année pour le titre Rap guinéen featuring avec Dépotoir lors des victoires de la musique guinéenne[30].
- 2024 : meilleure collaboration musicale de l’année pour le titre comment allez vous feat Black M , MC Freshh , Maxim BK , Dépotoir, Melangeur et Soul Bang’s[31].

### Nominations
- 2025 : Finaliste du prix découverte RFI 2025[32]

## Vie privée
Straiker est célibataire.